# ريتشل ووكر
ريتشل ووكر (بالإنجليزية: Rachel Walker)‏ هي مغنية مؤلفة ومغنية بريطانية، ولدت في 1976 في سالزبوري في المملكة المتحدة.

## وصلات خارجية
- الموقع الرسمي
- ريتشل ووكر على موقع ميوزك برينز (الإنجليزية)